# Privatdetektiv Frank Kross
Privatdetektiv Frank Kross ist eine Vorabendserie der ARD, die 1971 produziert und erstmals 1972 von Anfang April bis Ende Juni wöchentlich im Regionalprogramm des Hessischen Rundfunks ausgestrahlt und später auch von allen anderen Regionalsendern übernommen wurde. Produziert wurde die Serie von der TaunusFilm GmbH.

## Handlung
Frank Kross hängt nach 20 Dienstjahren seine Beamtenlaufbahn bei der Polizei an den Nagel und eröffnet eine Detektei. In Zusammenarbeit mit Kommissar Eberle, Rechtsanwalt Dr. Grabow und seiner Nichte Karin, einer Jurastudentin, ermittelt er zu verschiedenen Delikten, die ihn mehrmals auch ins Ausland führen, nämlich in die Schweiz, nach Italien und Tunesien.

## Sonstiges
Die Serie war weitgehend frei von der Darstellung von Gewalt, nachdem man Regisseur Neureuther bei seiner vorausgegangenen Produktion Diamantendetektiv Dick Donald genau dies vorgeworfen hatte. Die Drehbücher von Bruno Hampel entstanden nach Polizeiprotokollen, wobei großer Wert auf Detailtreue gelegt wurde.
Der Schauspieler Wolfgang Amerbacher, Darsteller des Kommissars Eberle, schied zwei Tage nach Beendigung der Dreharbeiten freiwillig aus dem Leben.
Regisseur Neureuther selber übernahm in Folge 6 (Kopf der Cleopatra) die Rolle eines Arztes.

## Episodenliste
| Folge | Erstausstrahlung | Titel                   | Gastschauspieler (Auswahl)                                                       |
| 1     | 4. April 1972    | Tod in Neapel           | Karin Anselm, Joost Siedhoff, Ursula Traun                                       |
| 2     | 11. April 1972   | Gefüllte Pralinen       | Lilith Ungerer, Rolf Schimpf, Liesel Christ, Imo Heite                           |
| 3     | 18. April 1972   | 7.30 Uhr Nordfriedhof   | Georg Hartmann, Karl-Hans Meuser, Maria Kuhnert                                  |
| 4     | 25. April 1972   | Der Offenbarungseid     | Günter Lamprecht, Katja Weigmann, Hansi Waldherr                                 |
| 5     | 2. Mai 1972      | Das Hochzeitsfoto       | Olga von Togni, Klaus Wübben, Imo Heite, Jürgen Kirchhoff                        |
| 6     | 9. Mai 1972      | Kopf der Cleopatra      | Rüdiger Bahr, Alexandra Bogojevic, Ursula Erber, Erich Neureuther                |
| 7     | 15. Mai 1972     | Erbin gesucht           | Jón Laxdal, Rosl Mayr, Ursula Traun                                              |
| 8     | 23. Mai 1972     | Dollar hin – Dollar her | Wolfgang Grönebaum, Hermann Lenschau, Berno von Cramm, Gene Reed                 |
| 9     | 30. Mai 1972     | Kopftausch in Tunis     | Dagmar Heller, Manfred Reddemann, Tonio von der Meden, Hans Daniel               |
| 10    | 6. Juni 1972     | Der Amazonasbericht     | Brigitte Grothum, Derval de Faria, Alexander Allerson, Georg Tryphon, Nino Korda |
| 11    | 13. Juni 1972    | Fast ein Meineid        | Ingeborg Lapsien, Ursula Laurence, Herbert Tiede, Eric P. Caspar                 |
| 12    | 20. Juni 1972    | Der Ersatzmann          | Michael Gempart, Pit Krüger, Gundy Grand                                         |
| 13    | 27. Juni 1972    | Der stille Teilhaber    | Irene Marhold, Alexis von Hagemeister, Ernest Lenart, Wolfgang Unterzaucher      |

## Veröffentlichungen
Zusammen mit der Serie Eurogang ist Privatdetektiv Frank Kross in der Reihe „Straßenfeger“ auf DVD erhältlich.